# 博克氏假鰓鱂
博克氏假鰓鱂，為輻鰭魚綱鯉齒目假鰓鱂科的其中一種，被IUCN列為易危保育類動物，分布於非洲尚比亞盧安瓜河季節性水塘流域，為特有種，本魚體延長，雄魚身體上有規則的網狀紋，虹膜淺藍色，尾鰭橘紅色有深色邊緣，其近端部分有紅色點或斑點，臀鰭完全覆蓋著不規則的成排紅色斑點，遠端部分呈黃色，邊緣無明顯色素，雌魚背鰭、臀鰭上有淡黃色斑點，背鰭軟條16-17枚，臀鰭軟條17-18枚，體長可達4.4公分，棲息在植被生長的水質混濁的水塘底中層水域，生活習性不明，可做為觀賞魚。

## 擴展閱讀
維基物種上的相關：博克氏假鰓鱂